# 충화 선조대왕 태실비
충화 선조대왕 태실비는 충청남도 부여군 충화면 오덕리에 있다. 2010년 12월 31일 부여군의 향토문화유산 제112호로 지정되었다.

## 개요
조선 제 14대 임금인 선조(재위 1567∼1608)의 태함(태를 묻는 돌로 만든 함)을 만든 후 이를 기념하기 위해 1570년에 세운 비이다.
세월이 지나면서 글씨가 많이 닳아 있어 영조 23년(1747)에 다시 세워 놓은 비석은 충청남도의 문화재자료 제117호로 관리되고 있다.

## 같이 보기
- 선조대왕 태실비 - 충청남도 문화재자료 제117호